# Michail Antonowitsch Ussow

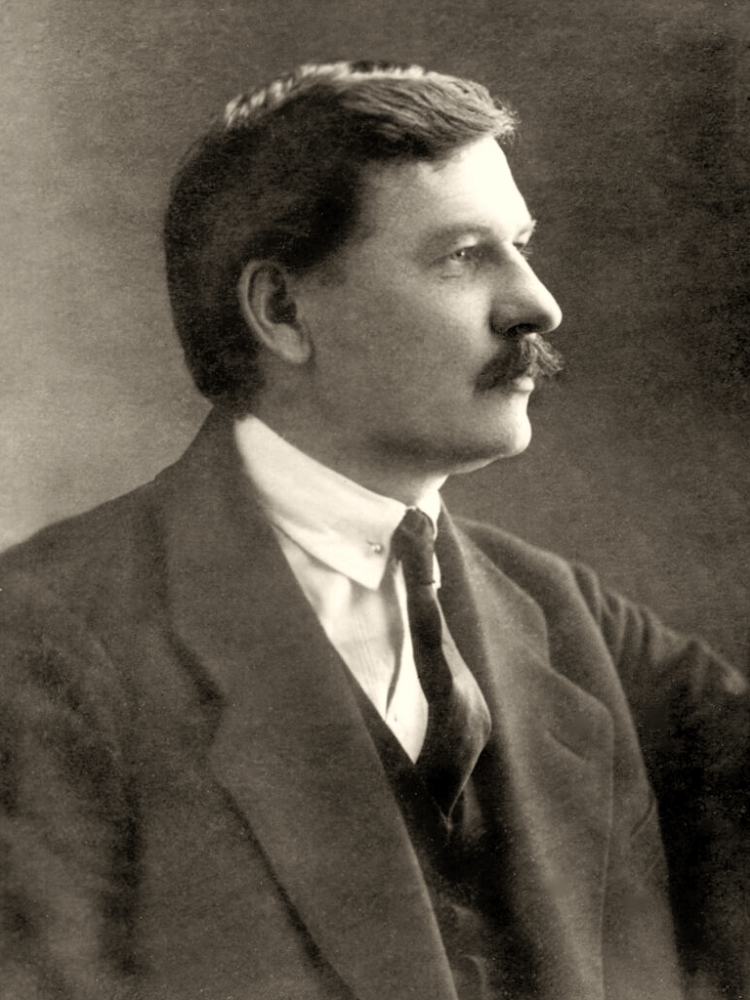
M. A. Ussow, 1915

Michail Antonowitsch Ussow (russisch Михаил Антонович Усов; * 8. Februarjul. / 20. Februar 1883greg. in Kainsk; † 26. Juli 1939 in Belokuricha) war ein russisch-sowjetischer Geologe und Hochschullehrer.

## Leben
Ussow stammte aus einer bürgerlichen Familie. Den Besuch des Omsker Jungengymnasiums schloss er 1901 mit einer Goldmedaille und guten Kenntnissen der lateinischen, griechischen, deutschen und französischen Sprache und zusätzlich mit Kenntnissen der englischen Sprache ab. Er begeisterte sich für Belletristik, sang im Kirchenchor und spielte Violine. Iwan Michailowitsch Maiski und Dmitri Alexandrowitsch Strelnikow waren seine Mitschüler.
Ussow studierte am Tomsker Technologischen Institut (TTI) in der Bergbau-Fakultät mit Abschluss 1908. An Wladimir Afanassjewitsch Obrutschews Geologie-Expeditionen nahm er 1906, 1908 und 1909 teil. 1911 wurde er für anderthalb Jahre zu weiteren Studien nach St. Petersburg geschickt. In den Laboratorien von Franz Loewinson-Lessing und Nikolai Semjonowitsch Kurnakow beschäftigte er sich mit den physikalisch-chemischen Grundlagen der Petrographie. Ab Januar 1913 lehrte er Historische Geologie und Paläontologie am TTI. Im November 1913 verteidigte er an der Universität Charkow mit Erfolg seine Dissertation über die Gesteine an der Grenze zur Dsungarei für die Promotion zum Magister der Mineralogie und Geologie. Den Ruf auf den Lehrstuhl für Petrographie des Jekaterinoslawer Bergbau-Instituts nahm er nicht an. Er blieb in Tomsk und amtierte als außerordentlicher Professor am Lehrstuhl für Paläontologie und Historische Geologie des TTI, bis er im April 1915 zum außerordentlichen Professor ernannt wurde. Daneben lehrte er 1912–1917 Paläontologie und Historische Geologie an den von Boris Petrowitsch Weinberg und anderen 1910 initiierten Sibirischen Höheren Kursen für Frauen in Tomsk.
Nach der Oktoberrevolution beteiligte er sich 1918 an der Organisation des Sibirischen Geologie-Komitees Sibgeolkom. Im selben Jahr wurde er Mitarbeiter des Rats für die Entwicklung des Ural-Kusnezk-Projekts der Gesellschaft der sibirischen Ingenieure bezüglich des Kusbass. 1921–1929 war er Vorsitzender der Sibirischen Abteilung des in Petrograd/Leningrad wieder arbeitenden Staatlichen Geologie-Komitees.
Als 1921 am TTI P. P. Gudkow in die USA emigrierte, übernahm Ussow dessen Lehrstuhl für Geologie und Petrographie und übergab seinen bisherigen Lehrstuhl Michail Kalinnikowitsch Korowin. Ussow führte geologische Untersuchungen in Sibirien und den angrenzenden Gebieten Chinas und der Mongolei durch. Er fertigte Expertisen über Goldvorkommen im Kusnezker Alatau und in Transbaikalien an. Als Erster beschrieb er die Kaledonische Orogenese des Salairrückens. Er untersuchte die Abhängigkeit der Erzbildung von den plutonischen und vulkanischen Prozessen in der Erdkruste.
Zu Ussows Schülern gehörten Qanysch Sätbajew, Juri Alexejewitsch Kusnezow, Waleri Alexejewitsch Kusnezow, Michail Petrowitsch Russakow, Felix Nikolajewitsch Schachow, Alexander Stepanowitsch Chomentowski, German Awgustowitsch Chelkwist, Nikolai Nikolajewitsch Urwanzew, Nikolai Nikolajewitsch Gornostajew, Boris Fjodorowitsch Speranski, Alexander Jakowlewitsch Bulynnikow, Wenedikt Andrejewitsch Chachlow, Konstantin Wladimirowitsch Radugin, Leonti Leontjewitsch Chalfin, Alexei Michailowitsch Kusmin u. a.

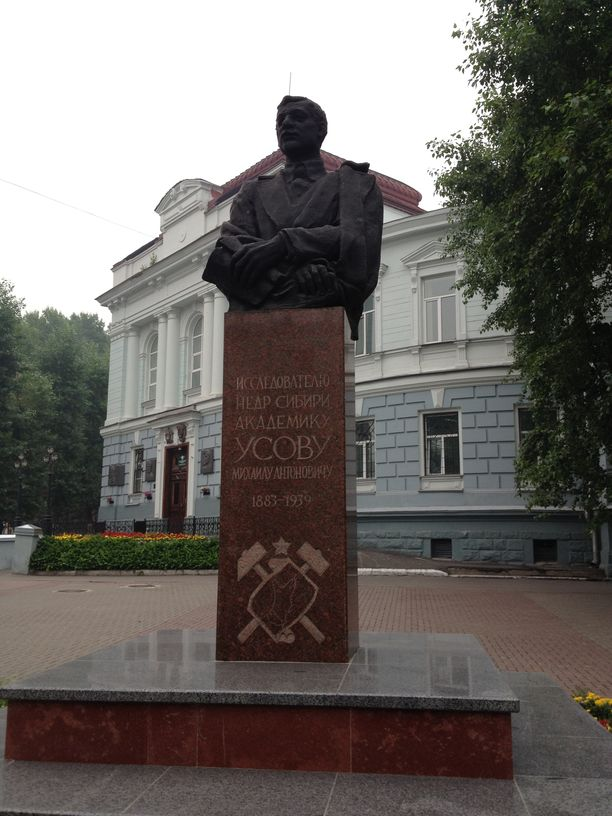
Ussow-Denkmal vor dem 1. Gebäude der Tomsker Polytechnischen Universität (früher TTI)

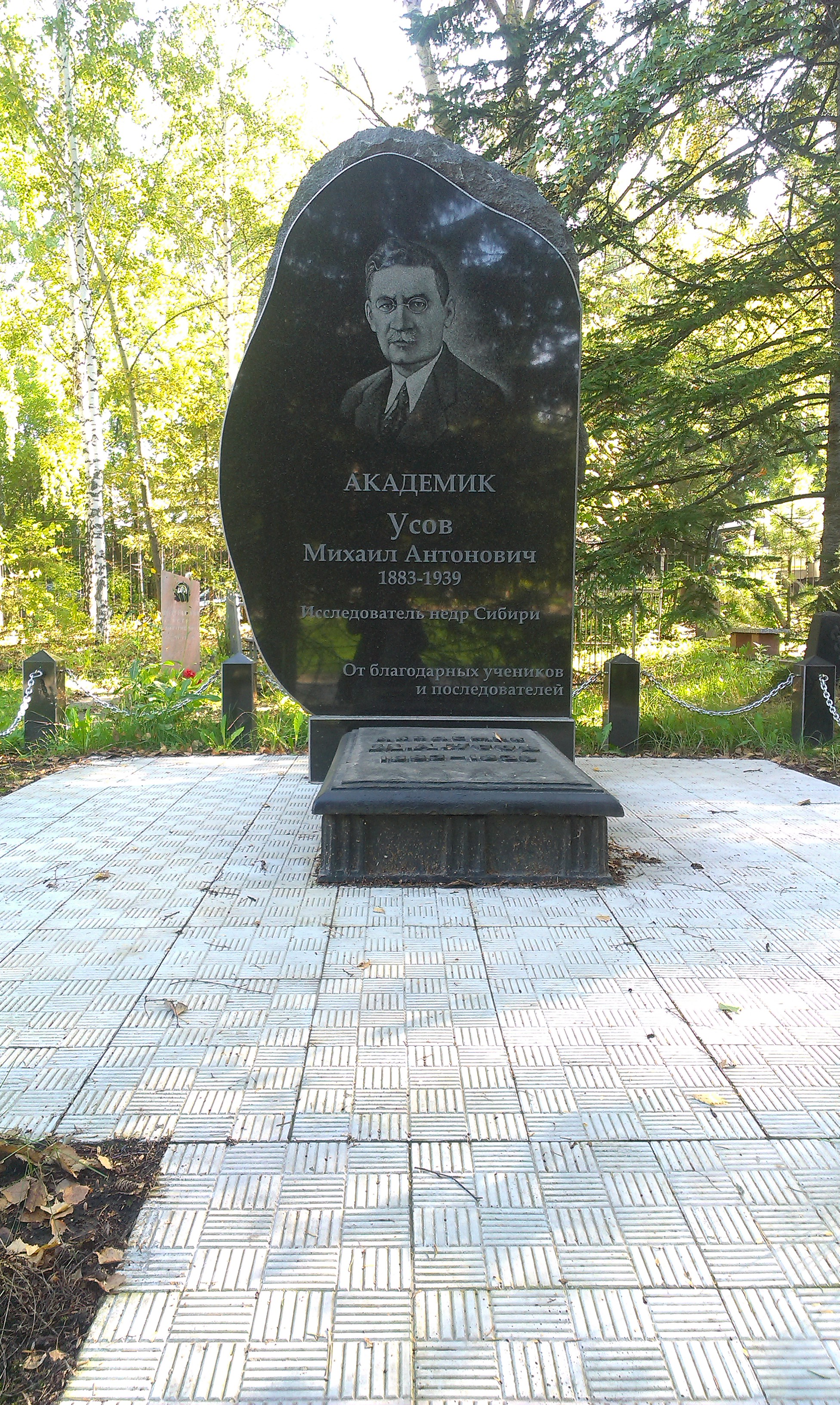
Ussows Grabdenkmal auf dem Tomsker Südfriedhof (2012)

Am 21. März 1926 wurde Ussow Mitglied des Kollegiums der Verwaltung für Wissenschaft und Technik des Obersten Rats für Volkswirtschaft der UdSSR. Am 1. April 1926 wurde er Senior-Geologe in der Sibirischen Abteilung des Staatlichen Instituts für die Projektierung des Telbes-Kohle-und-Metallurgie-Kombinats. Er erstellte eine Karte der Telbes-Eisenerz-Lagerstätte und leitete die Prospektionsarbeiten in Bergschorien. Am 1. Oktober 1927 wurde er Direktor der Westsibirischen Abteilung des Staatlichen Geologie-Komitees.
1930–1938 leitete Ussow den Lehrstuhl für Allgemeine Geologie des Sibirischen Instituts für Geologische Prospektion SibGRI in Tomsk.
Ussow entwickelte in den 1930er Jahren seine Pulsationstheorie zur Beschreibung der geotektonischen Entwicklung der Erde als Verallgemeinerung der Kontraktionstheorie und Expansionstheorie gleichzeitig mit den Arbeiten von Walter Hermann Bucher und Michail Michailowitsch Tetjajew und unabhängig von ihnen.
1932 wurde Ussow zum Korrespondierenden Mitglied der Akademie der Wissenschaften der UdSSR (AN-SSSR) gewählt. 1934 wurde er ohne Verteidigung einer Dissertation zum Doktor der geologisch-mineralogischen Wissenschaften promoviert. Im Juni 1938 wurde er Direktor des Allunionsforschungsinstituts für Geologie. Am 29. Januar 1939 wurde er zum Vollmitglied der AN-SSSR gewählt. Im selben Monat wurde er Vizedirektor des Instituts für Geologische Wissenschaften der AN-SSSR in Moskau.
Während eines Erholungsurlaubs im Kurort Belokuricha starb Ussow nach einem Angina-pectoris-Anfall. Er wurde in Tomsk begraben.
Ussows Namen tragen das Mineral Usovit aus der Kryolith-Gruppe, das 1963 von TTI-Absolventen auf dem Jenisseirücken entdeckt wurde, und der Mondberg Mons Usov.